# Liste der Monuments historiques in Chauvency-le-Château
Die Liste der Monuments historiques in Chauvency-le-Château führt die Monuments historiques in der französischen Gemeinde Chauvency-le-Château auf.

## Liste der Objekte
| Bezeichnung                              | Beschreibung | Standort                      | Kennzeichnung | Schutzstatus | Datum | Bild |
| ---------------------------------------- | --- | ----------------------------- | ------------- | ------------ | ----- | ---- |
| Monstranz                                | Messing, versilbert und vergoldet, Anfang des 19. Jahrhunderts                                                                        | in der Kirche St-Amand (Lage) | PM55001708    | Inscrit      | 1995  |      |
| Hauptaltar                               | Altartisch, Tabernakel und Retabel; Holz, farbig gefasst und vergoldet, 18. Jahrhundert; zugehörig PM55001705                         | in der Kirche St-Amand (Lage) | PM55001704    | Inscrit      | 1994  |      |
| Skulptur Heiliger Amandus von Maastricht | Holz, farbig gefasst, 18. Jahrhundert                                                                                                 | in der Kirche St-Amand (Lage) | PM55001705    | Inscrit      | 1994  |      |
| Marienaltar                              | rechter Seitenaltar; Altartisch und Retabel; Holz, farbig gefasst und vergoldet, spätes 18. und 19. Jahrhundert; zugehörig PM55001707 | in der Kirche St-Amand (Lage) | PM55001706    | Inscrit      | 1994  |      |
| Skulptur Madonna mit Kind                | Holz, farbig gefasst, zweite Hälfte des 18. Jahrhunderts                                                                              | in der Kirche St-Amand (Lage) | PM55001707    | Inscrit      | 1994  |      |